# La bella selvaggia
La bella selvaggia è un'opera in due atti di Antonio Salieri, su libretto di Giovanni Bertati. L'opera venne composta nel 1802, ma non fu mai rappresentata.